# Oud Allee
Oud Allee is een historische woonbuurt in het oude centrum van Emmen (Drenthe). De buurtvereniging is opgericht net na de bevrijding in mei 1945. Het gebied bestaat voornamelijk uit woonhuizen. De buurt kenmerkt zich door karakteristieke woningen op ruime kavels waarvan de oorsprong en bouw teruggaan naar eind jaren 1910, net na de Eerste Wereldoorlog. Het merendeel van de huidige woningen is echter gebouwd in de jaren 1930.
De volgende straten worden gerekend tot Oud Allee:
- Allee
- Boslaan (tot aan de spoorovergang)
- Minister Kanstraat
- Nassaulaan
- Oranjelaan
- Spoorstraat
- Stationsstraat